# Panel de mensajes variables

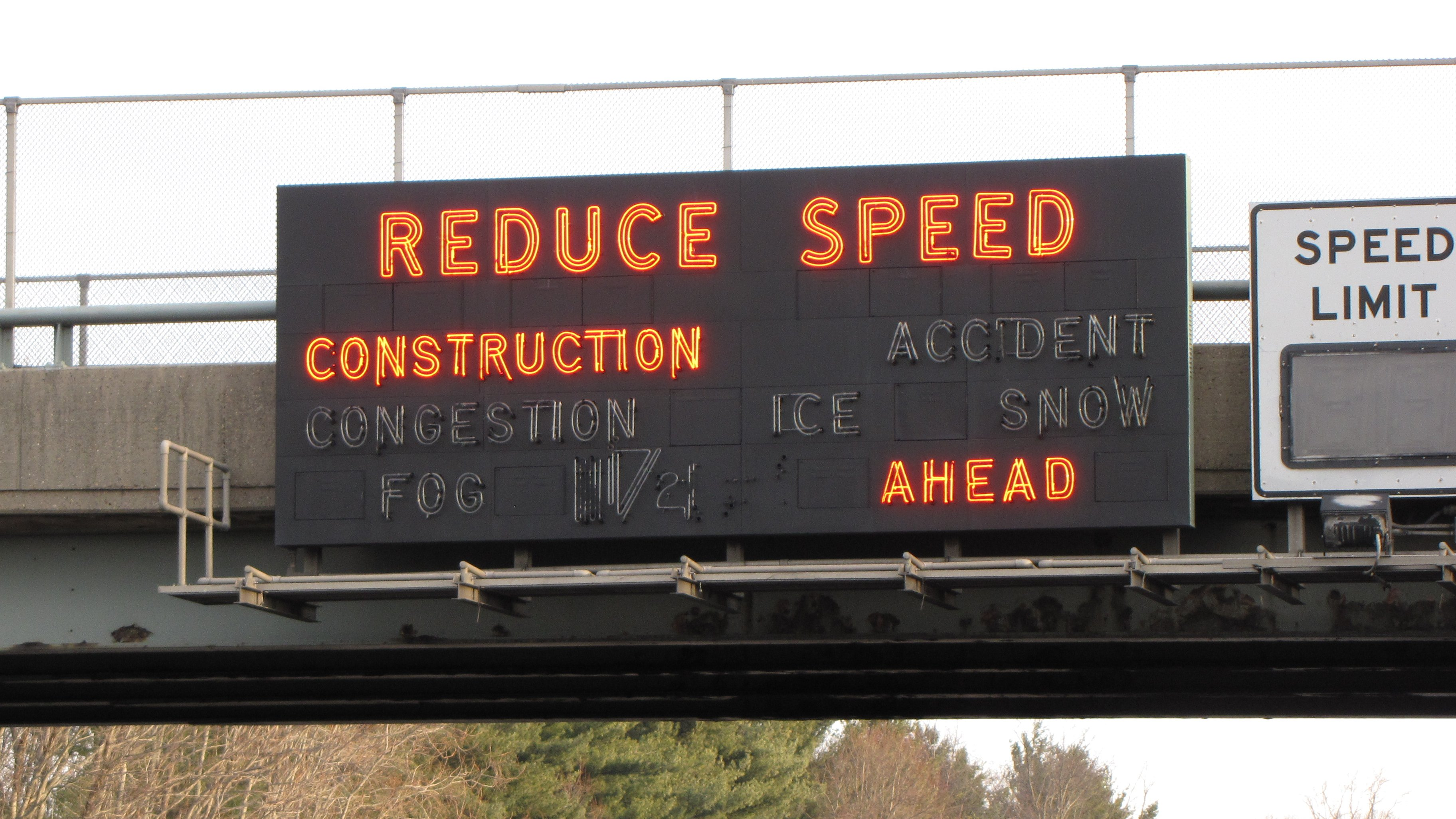
Un VMS de diseño primitivo que se encuentra todavía en uso en la autopista de New Jersey

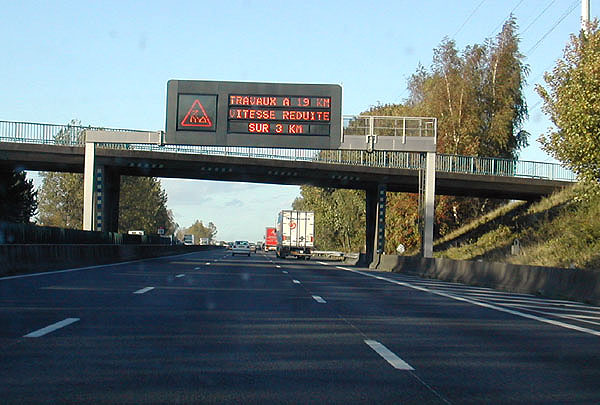
Panel de mensajes variables en una autopista francesa

Los paneles de información de mensajes variables (en inglés: variable-message signs, VMS) son las señales de tránsito diseñados para alertar o informar el usuario de la carretera. El VMS puede mostrar pictogramas o mensajes escritos, que se pueden visualizar alternativamente, apagados o parpadeando, según sea necesario. Normalmente se colocan en puentes metálicos con buena visibilidad, especialmente a las autopistas, o bien en soportes laterales.
Los VMS son equipos dinámicos con difusión de mensajes en tiempo real, que se tienen que ajustar a las normas, decretos y reglamentos existentes. Estos mensajes pueden incluir las eventualidades del tránsito, como obras, embotellamientos o desaceleraciones, firme deslizante, peligro de helada condiciones meteorológicas, la lluvia, la temperatura o para emitir mensajes informativos diversos, como por ejemplo la frecuencia de emisión de Radio-Tránsito, las estimaciones previstas de duración del viaje, etc.
Existen varias técnicas para transmitir mensajes. Los primeros paneles de este tipo estaban desprotegidos y recibían los mensajes a mostrar por teléfono estándar y módem. La intrusión de hackers sobre estos números, junto con las contraseñas que a veces eran demasiado fáciles de encontrar, dio lugar a mensajes extraños en ciertas localidades. En la actualidad la mayor parte de los VMS se hacen bajo especificaciones EQUIDYN con normas estrictas que protegen de estos riesgos.

## Ejemplos

Panel por encima de los carriles
Panel en la mediana de las carreteras
Panel de prisma